# 斯坦基夫齊 (斯特雷區)
49°26′20″N 24°11′12″E / 49.43889°N 24.18667°E

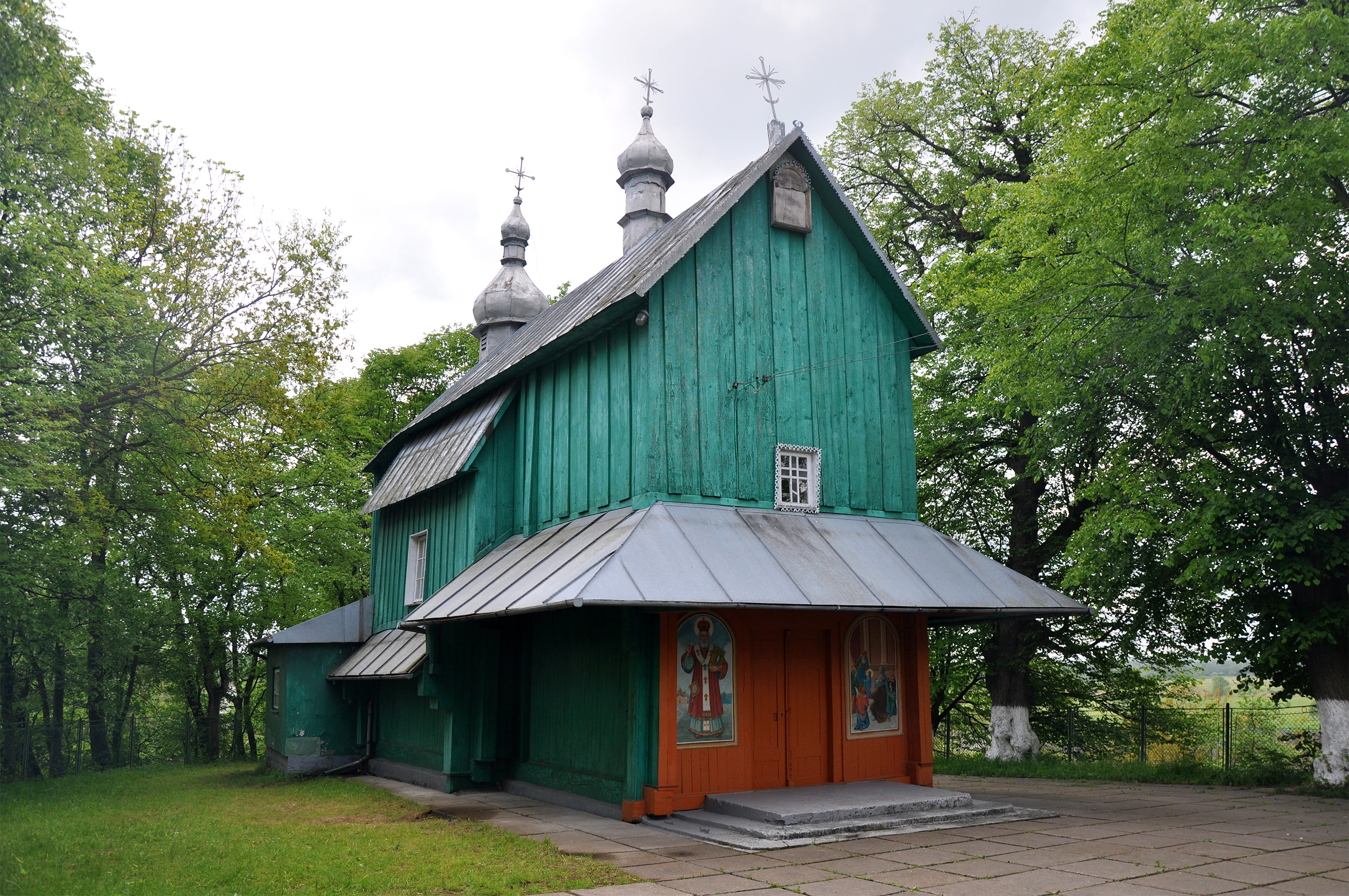
教堂

斯坦基夫齊（烏克蘭語：Станківці），是烏克蘭西部利維夫州斯特雷區新罗兹迪尔市镇的村庄。處於德涅斯特河畔，始建於1497年，面積0.78平方公里，海拔高度265米，2001年人口660。